# Sant Miquel Sesperxes
Sant Miquel Sesperxes és un veïnat de cases escampades i església pertanyent al municipi de Sant Martí de Centelles, a la comarca d'Osona. Està ubicat al bell mig del terme municipal. Modernament, s'hi ha obert una urbanització, amb els carrers oberts i asfaltats, però encara mínimament construïda. En el cens del 2022 tenia 47 habitants.
Entre les masies que hi ha, n'hi ha una en ruïnes, la Vall, no inventariada. Està situada a l'extrem meridional del terme, a llevant de l'extrem nord-est del Serrat de les Roquetes, en el vessant de migdia de la Serra del Soler del Coll. És dalt del Sot de la Vall, a prop i al sud-oest de la masia del Soler del Coll. Als seus peus, i a llevant, s'obren els Camps de la Vall. Es troba a 701,5 metres d'altitud.41° 44′ 9.391″ N, 2° 12′ 52.26″ E / 41.73594194°N,2.2145167°E
Can Rajadell és una masia a l'extrem sud-est del terme municipal, al capdamunt dels cingles de Bertí al nord-oest de la Trona. És a prop i al nord-est de la masia de Bellavista Nova. 41° 44′ 5.620″ N, 2° 14′ 19.79″ E / 41.73489444°N,2.2388306°E